# Os pastores, em Belém
"Os pastores, em Belém" é uma canção de Natal tradicional portuguesa originária de Vila Nova de Foz Coa na região do Alto Douro.

## História

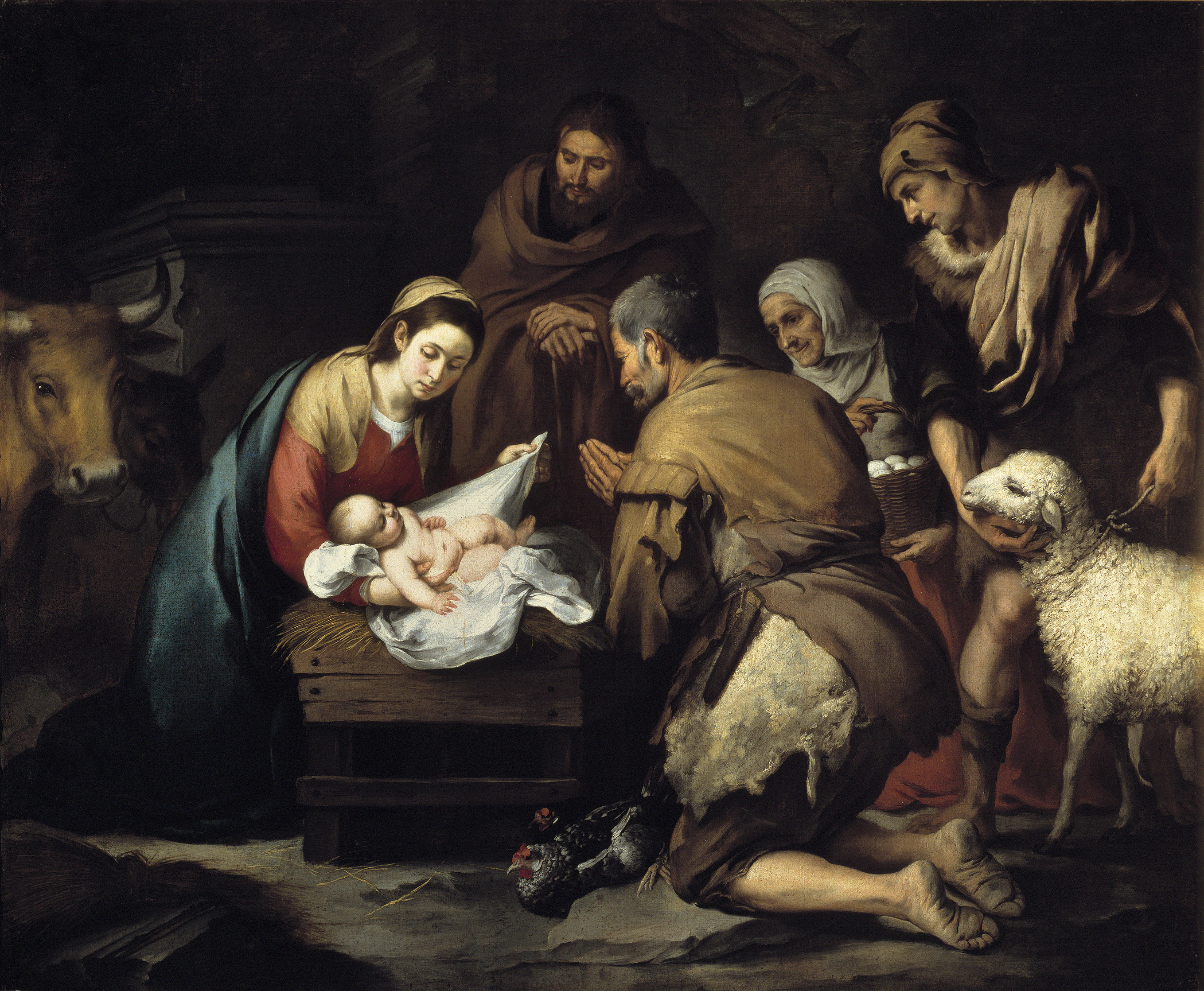
Bartolomé Esteban Murillo: Adoração dos pastores (c. 1657) no Museu do Prado.

A cantiga foi publicada no ano de 1926 pelo etnógrafo português Edmundo Correia Lopes no seu Cancioneirinho de Foz Coa. Em 1939 outro etnógrafo português, Luís Chaves, na Revista Lusitana, estudou a composição, destacando o seu "estribilho animador" e as evidências de castelhanismos.
De facto, a primeira quadra é uma tradução da conhecida trova espanhola:
O último verso, que em português se traduz como: "Que nasceu na noite de Natal", foi adaptado, segundo Edmundo Correia Lopes por analogia a conjuntos como lentejuela e lentejoila, como "noite boina".
A segunda quadra, por sua vez, não apresenta castelhanismos óbvios, mas reproduz um tema bem conhecido em Espanha, tome-se como exemplo a seguinte quadra:
| La Virgen estaba lavando Y tendiendo en el romero, Los pajaritos cantaban Adoremos el misterio. | A Virgem estava lavando E estendendo no rosmaninho Os passarinhos cantavam Adoremos o mistério. |  |

O compositor português Fernando Lopes-Graça harmonizou a melodia, que incluiu na sua Primeira Cantata do Natal, terminada em 1950.

## Letra

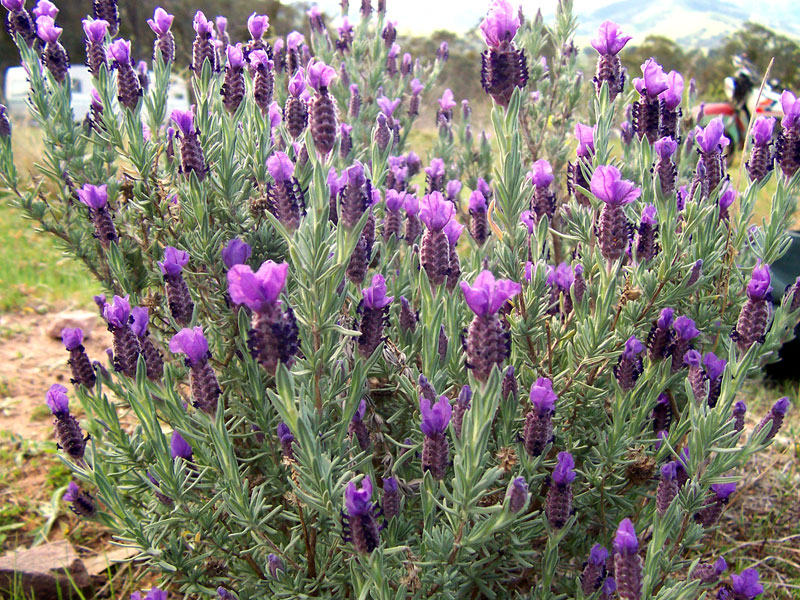
Rosmaninho (Lavandula stoechas).

O tema de Os pastores, em Belém é, como o nome indica, a adoração dos pastores. Segundo a narrativa bíblica, os pastores nos arredores de Belém que guardavam os seus rebanhos em vigília noturna são informados do nascimento de Jesus por um anjo, tendo ido, de seguida, adorar o Menino.
Estes pastores recolhem lenha pelo caminho para aquecer o recém-nascido que nasceu pobre e numa noite fria. Contudo, são advertidos a não queimar o rosmaninho, uma planta que, segundo a tradição ibérica, foi abençoada por Maria com poderes medicinais por ter servido de estendal à roupa do seu filho.

Os pastores, em Belém,

Todos juntos vão à lenha,

Pra aquecer o Deus Menino,

Que nasceu na noite boina.

Vamos a Belém, a Belém, a Belenzinho,

Vamos a Belém adorar o Deus Menino.

Pastores, que andais à lenha,

Não queimais o rosmaninho,

Que é donde a Virgem 'stendia

Os cueiros do Menino.

Vamos a Belém, a Belém, a Belenzinho,

Vamos a Belém adorar o Deus Menino.

## Discografia
- 1956 — Cantos Tradicionais Portugueses da Natividade. Coro de Câmara da Academia de Amadores de Música. Radertz. Faixa 13.
- 1970 — Natal. Coral dos Estudantes de Letras da Universidade de Coimbra. Ofir. Faixa 4.
- 1978 — Primeira Cantata do Natal. Grupo de Música Vocal Contemporânea. A Voz do Dono / Valentim de Carvalho. Faixa 13.
- 1994 — Lopes Graça. Grupo de Música Vocal Contemporânea. EMI / Valentim de Carvalho. Faixa 13.
- 2000 — 1ª Cantata do Natal Sobre Cantos Tradicionais Portugueses de Natividade. Coral Públia Hortênsia. Edição de autor. Faixa 13.
- 2012 — Fernando Lopes-Graça  - Obra Coral a capella - Volume II. Lisboa Cantat. Numérica. Faixa 16.
- 2013 — Fernando Lopes-Graça  - Primeira Cantata de Natal. Coro da Academia de Música de Viana do Castelo. Numérica. Faixa 13.[5]